# Ураковский
Ураковский — хутор в Кочубеевском районе (муниципальном округе) Ставропольского края России.

## География
Расположен на левом берегу реки Кубань, в 17 км к северу от районного центра — Кочубеевское и в 60 км к юго-западу от Ставрополя.

## История
25 октября 1961 года исполком Ставропольского крайсовета депутатов трудящихся, рассмотрев ходатайство Кочубеевского райисполкома, принял решение: образовать на территории района Балахоновский сельский совет с центром в селе Богословском, передать в состав сельсовета сёла Богословское, Галицино, хутор Ураковский и аул Карамурзинский, исключив их из состава Заветненского сельсовета.
До 16 марта 2020 года входил в состав сельского поселения Балахоновский сельсовет.

## Население
| 1989 | 2002 | 2010 | 2014 | 2021 |
| ---- | ---- | ---- | ---- | ---- |
| 75   | ↗103 | ↗107 | ↘100 | ↘94  |

По данным переписи 2002 года в национальной структуре населения преобладают русские (82 %).

## Кладбища
- Общественное открытое кладбище площадью 8100 м²[10].